# Andres Oper
Andres Oper (Tallinn, 7 novembre 1977) è un ex calciatore estone, centrocampista o attaccante.
Ha vinto tre volte il premio di "Calciatore estone dell'anno" (1999, 2002, 2005); inoltre è il miglior realizzatore di sempre con la Nazionale estone, avendo segnato, dal 1995, 38 reti in 134 gare.

## Caratteristiche tecniche
Giocatore abile con il pallone, lavora molto nella costruzione delle azioni, ma è soprattutto in grado di andare a rete e di segnare molto. È veloce e agile.

## Carriera
All'età di 20 anni fece un provino per l'Arsenal, ma non venne scelto. Visse invece un'ottima esperienza in Danimarca, all'Aalborg, squadra dove si affermò in attacco insieme al connazionale Indrek Zelinski. Si trasferì alla Torpedo di Mosca dopo la stagione 2002-2003 e vi giocò regolarmente fino al 2005. A causa di alcuni problemi con lo staff tecnico perse la maglia di titolare, non venendo convocato diverse volte.
Venne messo sul mercato e il Roda Kerkrade si fece avanti. Oper venne ceduto, e subito, mostrando le sue qualità nei Paesi Bassi, divenne una stella del club di Kerkrade. Alla sua seconda stagione in Eredivisie realizzò 12 gol con il Roda, affermandosi come capocannoniere dei giallo-neri.

## Palmarès

### Club
- Campionato estone: 2

Flora Tallinn: 1997-1998, 1998
- Coppa d'Estonia: 2

Flora Tallinn: 1994-1995, 1997-1998
- Supercoppa d'Estonia: 1

Flora Tallinn: 1998

### Individuale
- Calciatore estone dell'anno: 3

1999, 2002, 2005